# Wilhelm Wulff (Astrologe)
Wilhelm Theodor Heinrich Wulff (* 27. März 1893 in Hamburg; † 8. Juni 1984) war ein deutscher Astrologe. Durch Veröffentlichungen, die 1948 im Hamburger Abendblatt und 1949 im Magazin Der Spiegel erschienen, sowie durch seine zwischen 1968 und 1973 in deutscher, französischer und englischer Sprache publizierten Memoiren wurde er als „Hofastrologe“ des Reichsführers SS Heinrich Himmler bekannt. 

## Leben
Wilhelm Wulff, Spross einer Hamburger Kaufmannsfamilie, begann 1913 ein Studium der Bildhauerei an der Kunstgewerbeschule Hamburg unter Johannes Bossard. Aus medizinischen Gründen später zum Militärdienst im Ersten Weltkrieg eingezogen und an der Ostfront eingesetzt, wurde er Anfang 1917 verwundet und erkrankte anschließend an Typhus. Aus der Armee entlassen und zur Arbeit in eine Optikfabrik geschickt, konnte er in seiner Freizeit sein Kunststudium wieder aufgreifen. Bereits seit 1912 von der Persönlichkeit Johannes Keplers und dessen Astrologie fasziniert, kam er in Berührung mit astrologisch interessierten Kreisen Hamburgs und freundete sich mit Albert Kniepf (1853–1924) an, einem Hamburger Journalisten und Schriftsteller, der seit den 1890er Jahren zu Themen der Astrologie publizierte. Um 1920 wurde Wulff Mitglied des „Swastika-Zirkels“ in Berlin, einer Okkultistenvereinigung mit ariosophischer Ausrichtung, der auch Ernst Issberner-Haldane angehörte.
1924 begann Wulff in astrologischen Blättern zu veröffentlichen, nachdem er schon seit einiger Zeit selbst Horoskope angefertigt hatte. Nach eigenen Angaben will er auf Bitten des Schriftstellers Herbert Volck bereits 1923 Horoskope für Volck über ihn und Adolf Hitler erstellt haben. Zwischen 1925 und 1930 soll auch der Marineoffizier Walter Lohmann zu seinen Klienten gehört haben. Durch seine Schriften, insbesondere durch die Publikation des Bṛihat Jātaka, eines Lehrbuchs über altindischen Astrologie von Varahamihira (1925), konnte sich Wulff in den 1920er und 1930er Jahren als Astrologe im deutschsprachigen Raum profilieren. Seine Beiträge erschienen bis 1937.
Die Rahmenbedingungen für Astrologen und ihre Publizistik verschlechterten sich seit der Machtübernahme des Nationalsozialismus. Nachdem der stellvertretende NSDAP-Führer Rudolf Heß aufgrund eines Horoskops, das ihm dessen Mitarbeiter Ernst Schulte Strathaus verschafft hatte, überraschend zu Friedensunterhandlungen nach Großbritannien geflogen war, ließ Hitler im Juni 1941 eine Aktion gegen Geheimlehren und sogenannte Geheimwissenschaften durchführen. In deren Rahmen wurde auch Wulff verhaftet und ins KZ Fuhlsbüttel gebracht. Einflussreiche Klienten konnten im Spätsommer 1941 seine Entlassung erreichen. Danach war er in der Milchbestrahlungs-Gesellschaft eines befreundeten Klienten angestellt.
Trotz Verfolgung wurde seine Astrologie von einzelnen Stellen des NS-Staats nachgefragt. So soll Wulff auf Betreiben des Astronomen Wilhelm Hartmann (1893–1965) ab 1942 von der geheimen Abteilung „Siderisches Pendel“ des Marinewaffenhauptamts in Dienst genommen worden sein. Am 28. Juli 1943 wurde er in Hamburg von Gestapo-Leuten aufgesucht und – angeblich auf Befehl Heinrich Himmlers – nach Berlin zu Arthur Nebe gebracht, dem Chef des Reichskriminalpolizeiamts. Durch Felix Kersten, den Masseur Himmlers, den Wulff Ende 1942 kennengelernt hatte, soll Himmler auf Wulffs astrologische Kompetenzen aufmerksam geworden sein. Himmler selbst war esoterischen Methoden gegenüber aufgeschlossen. In dem von ihm angeordneten „Unternehmen Mars“ sollten Wulff und andere Okkultisten den deutschen Behörden mittels ihrer Verfahren bei der Wiederauffindung von Benito Mussolini helfen. Mussolini war damals gerade von oppositionellen Faschisten und Monarchisten gestürzt worden. Unter der neuen Regierung Badoglio wurde der Diktator an einem geheimen Ort festgehalten. Himmler war von Wulffs Arbeiten beeindruckt und traf ihn sogar im Frühjahr 1944 persönlich. Wulff berichtete in seinen Memoiren, dass außer Himmler auch der Geheimdienstchef Walter Schellenberg seine Dienste in Anspruch genommen habe. 
Nach dem Zweiten Weltkrieg ging Wulff mit seiner Geschichte an die Öffentlichkeit. Er stieß dabei auf das Gegeninteresse des Hamburger Abendblatts, das seine Erlebnisse zwischen Oktober und November 1948 in zwölf Folgen publizierte. Weil sein Manuskript in der veröffentlichten Form aber „eine ganz andere Färbung“ erhalten habe, das Publikum in „marktschreiender Weise“ angesprochen worden und seine „Ehre und sein Ansehen beeinträchtigt worden“ sei, trat Wulff von seinem Vertrag mit dem Hamburger Abendblatt zurück und klagte auf Schadensersatz. Über diese Klage entschied der Bundesgerichtshof am 20. Oktober 1953 abschlägig.

## Memoiren
- Tierkreis und Hakenkreuz. Als Astrologe an Himmlers Hof. Bertelsmann, Gütersloh 1968 (erschien 1969 unter dem Titel Ce que j’ai lu dans les astres bei Fayard (Paris) in französischer Sprache und 1973 mit einem Vorwort von Walter Laqueur unter dem Titel Zodiac & Swastika bei Coward, McCann & Geoghegan (New York) und Arthur Barker (London) in englischer Sprache: Digitalisat).